# Ninni Holmqvist
Inger Ninni Marianne Holmqvist, född 24 juni 1958 i Lund, är en svensk författare och översättare. Hon bor utanför Skurup.
Ninni Holmqvist debuterade 1995 med den kritikerrosade novellsamlingen Kostym. Romanen Precis som att börja om från 2014 är hennes senast utgivna verk. Hon är även verksam som översättare från danska och engelska.
Ninni Holmqvist är dotter till Lasse Holmqvist.

## Priser och utmärkelser
- 2010 – Ludvig Nordström-priset med motiveringen "För en novellkonst som med kritiskt spårsinne osäkrar våra invanda föreställningar om vad som är inre eller yttre, orsak eller verkan, i berättelsernas och människornas, kostymernas och rollernas, spridda och våldsamma försök att hålla ihop."[2]
- 2016 – Sixten Heymans pris

### Översättningar (urval)
- Iselin C. Hermann: Prioritaire: en korrespondens utgiven av Jean Luc Foreur (Prioritaire) (Norstedt, 2000)
- Xinran: De goda kvinnorna från Kina (Zhongguo hao nü ren) (översatt från engelska) (Norstedt, 2003)
- Christina Hesselholdt: Du, mitt du (Du, mit du) (Kabusa böcker, 2005)
- Kurt Vonnegut: En man utan land (A man without a country) (Norstedt, 2006)
- Helle Helle: Föreställningen om ett okomplicerat liv med en man (Forestillingen om et ukompliceret liv med en mand) (Lindelöw, 2007)
- Ida Jessen: ABC (ABC) (Kabusa böcker, 2007)
- Peter Høeg: Elefantskötarnas barn (Elefantpassernes børn) (Norstedt, 2010)
- Kirsten Hammann: En droppe i havet (En dråbe i havet) (Kabusa böcker, 2013)
- Chigozie Obioma: Fiskarmännen (The Fishermen) (Ordfront förlag, 2017)
- Chigozie Obioma: Minoritetsorkestern (An Orchestra of Minorities) (Ordfront förlag, 2020)